# Bizzy Bone

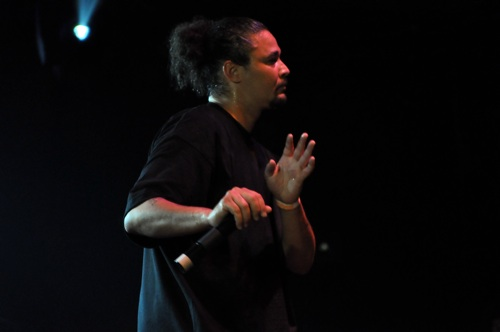
Bizzy Bone

Bizzy Bone (* 12. September 1976 in Columbus, Ohio; eigentlich Bryon McCane) ist ein US-amerikanischer Rapper und ein Mitglied der aus Cleveland stammenden Hip-Hop-Gruppe Bone Thugs-N-Harmony. Er ist auch bekannt unter den Pseudonymen Lil´Ripsta, Double Z und B.B.Gambini.

## Leben
Bizzy wurde in Columbus, Ohio geboren. Als Sohn eines afroamerikanischen Vaters und einer italienischen Mutter wurde er zusammen mit seinen zwei Halbschwestern im Alter von vier Jahren von seinem Stiefvater entführt und zog von Staat zu Staat. 1983 wurde der junge Bryon von einem Nachbarn entdeckt, der ein Foto von ihm auf einer TV-Show namens Adam sah und rief die Polizei.  Seine Mutter heiratete erneut und der Stiefvater misshandelte ihn und seine Mutter.  Bryon und seine Schwestern kamen in ein Kinderheim. Als er dreizehn Jahre alt war, zog er jedoch zu seinen Schwestern und deren Vater nach Cleveland, wo er auch seine Freunde Steven „Layzie Bone“ Howse, Anthony „Krayzie Bone“ Henderson, Charles „Wish Bone“ Scruggs und Stanley „Flesh-N-Bone“ Howse traf und die Rap Gruppe Bone Thugs-N-Harmony gründete.

## Rap-Stil
Bizzys Rap-Stil ist durch seine hohe Stimme und das schnelle Tempo geprägt. Er hat bereits mit den Rap-Musikern Eazy-E, Tupac Shakur und The Notorious B.I.G. zusammengearbeitet.

## Religion
Bizzy Bone sang in seiner Kindheit im Kirchenchor. Sein Bekenntnis zu Jesus Christus finden sich in zahlreichen seiner Lieder. Eines seiner bedeutendsten ist Jesus aus dem Album The Gift von 2001. Sein Album Trials & Tribulations von 2007 enthält jedoch auch immer wieder Referenzen an den Islam.

## Werdegang von Bone Thugs-N-Harmony
Bizzy gründete 1992 zusammen mit Krayzie Bone, Layzie Bone, Wish-N-Bone und Flesh-N-Bone die Gruppe B.O.N.E. Enterprise. Sie nahmen unter diesem Namen das Album Faces of Death auf, was kein Erfolg wurde, da ihr Label recht unbekannt war. Daher wandten sich die Mitglieder an Eazy-E, den Inhaber von Ruthless Records und wurden unter Vertrag genommen. Von da an nannten sie sich Bone Thugs-N-Harmony.
1994 veröffentlichten sie ihre erste EP Creepin on ah come up, die daraus ausgekoppelten Singles Thuggish Ruggish Bone und Foe tha love of $ erhielten vierfachen Platinstatus. Das Album stieg auf Platz zwei der Billboardcharts ein und konnte sich sieben Wochen unter den Top 200 halten. 1995 veröffentlichten sie das Album E. 1999 Eternal, welches das meistverkaufte Album von ihnen ist. Eazy-E konnte den Erfolg nicht miterleben, da er im März 1995 an AIDS verstarb. Ihr Doppel-Album trug den Namen Art Of War. Zu dieser Zeit sah man Bizzy selten bei Konzerten und in den Musikvideos, denn er war mit der Führung von Ruthless Records durch die Eazy-Es Witwe Tomica Woods Wright nicht einverstanden.
Sein 1998 veröffentlichtes Album Heaven’z Movie erlangte Platz 3 der Billboard Hot 100.

## Diskografie
- 1998: Heaven’z Movie (US: Gold)[6]
- 2001: The Gift
- 2004: The Beginning and the End
- 2004: Alpha and Omega
- 2004: For the Fans Vol. 1
- 2005: For the Fans Vol. 2
- 2005: Bone Brothers (Bone Brothers)
- 2005: Speaking in Tongues
- 2006: Thugs Revenge
- 2006: The Story
- 2006: The Midwest Cowboy
- 2006: Evolution of Elevation
- 2007: Bone Brothers 2 (Bone Brothers)
- 2007: The Best of Bizzy Bone
- 2007: Trials & Tribulations
- 2007: Bone-Ified: Thugs Unification
- 2008: Ruthless
- 2008: Bone Brothers 3 (Bone Brothers)
- 2008: A Song For You
- 2008: Revival
- 2009: Back With The Thugs
- 2009: Back With The Thugs Volume 2
- 2010: Crossroads 2010
- 2010: The Greatest Rapper Alive
- 2011: Mr. Ouija